# Axel Eriksson
För andra betydelser, se Axel Eriksson (olika betydelser).

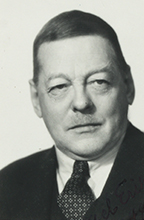
Axel Eriksson.

Johan Axel Eriksson, född 24 juli 1888 i byn Berrek i Österfärnebo, död 6 juni 1961 var en svensk arkitekt och uppfinnare som i mitten av 1920-talet uppfann lättbetongen. Han gifte sig 1915 med Signe Larsson från gården Lars-Pers i Fors, Österfärnebo.

## Biografi

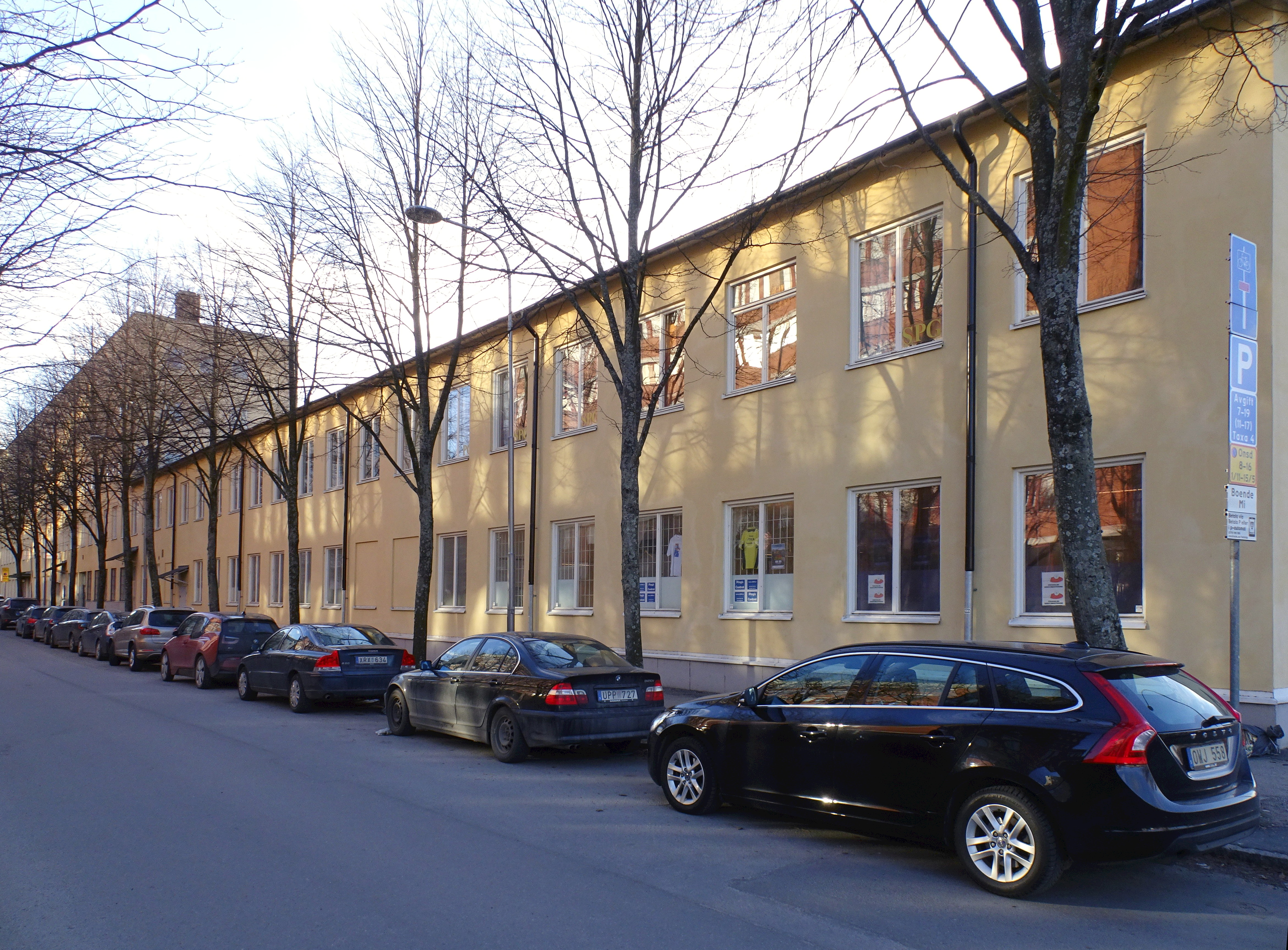
Strängbetongs första fabrik på Liljeholmen ritades av Eriksson 1942.

Axel Eriksson tog 1916 examen från Kungliga Tekniska högskolan (KTH). Han var verksam som assistent hos Henrik Kreüger, professor vid KTH:s avdelning för byggnadsteknik, där man bland annat forskade om byggnadsmaterials värmeisolering. Eriksson genomförde experiment genom att blanda skifferkalk, cement och aluminiumpulver i vatten, och sedan utsätta denna blandning för hög temperatur och högt tryck i en autoklav. Detta resulterade i ett material som tekniskt kallas gasbetong eller autoklaverad lättbetong, och var hårt, lätt och hade goda värmeisolerande egenskaper.
Materialet gick i produktion 1929 och såldes först som "ånghärdad gasbetong". Under 1940-talet började man använda varumärket Ytong. Axel Eriksson var 1930–1954 direktör i AB Betongindustri, styrelseordförande från 1955. 
Axel Eriksson blev 1942 teknologie doktor vid KTH på en avhandling med titeln Byggnadsteknisk värmeekonomi. Han skrev också flera handböcker och läroböcker om murning och betong. Från 1941 var han ledamot av Ingenjörsvetenskapsakademin. 1942 ritade han Strängbetongs första fabrik för prefabricerade betongelement i kvarteret Tryckeriet i Liljeholmen i Stockholm.
Axel Eriksson var en hängiven hembygdsvän och initiativtagare till bildandet av Föreningen för hembygdsvård i Österfärnebo 1918. Han var även den förste ordföranden i föreningen.